# Rhédey Ádám
Rhédey Ádám (1768 – 1849. január 27.) főispán.

## Életútja
Rhédey Farkas fia. Bázelben és Göttingenben végzett jogi tanulmányokat. 1806-tól 1835-ig Doboka vármegye főispánja volt, majd 1835-től a Királyi Tábla, majd a Kincstartóság elnöke. 1800-ban császári és királyi kamarási címet kapott, valóságos felső titkos tanácsos és a Szent István–rend középkeresztese lett.
1817-től haláláig a Kolozsvári Református Kollégium főgondnokaként és állandó mecénásaként ismerték. 1830-ban annak a bizottságnak az elnökéül választották, mely a magyar nyelvű oktatásra való áttérést készítette elő. Támogatta a könyvtár berendezését, a nyomda felújítását. Több iskolai alapítvány fűződik a nevéhez. 
A könyvtáralapító gróf Teleki Sámuel erdélyi kancellár lányát, gróf Teleki Máriát vette feleségül. E házasságnak is köszönhetően Rhédey Ádám rövidesen Erdély leggazdagabb főura lett. Kelemen Lajos említi a vele kapcsolatos anekdotát: „midőn egy nagy debreceni vásáron nem kapott szállást, az első kényelmes eladó házat nyomban kifizette, csakhogy nyugodtan megszálhasson”.

## Írásai
- Rhédei Ádám útinaplója, 1788–1792; sajtó alá rend., jegyz., utószó S. Sárdi Margit; Attraktor, Máriabesnyő, 2019 (Élet-utak)

## További információ
- A millennium századában Erdélyben kihalt főúri családok s visszaemlékezés végső sarjai szereplésére – EPA

## Kapcsolódó szócikk
- Rhédey Klára